# Balonmano en los Juegos Olímpicos de París 2024
El balonmano en los Juegos Olímpicos de París 2024 se realizó en la Arena Paris Sud 6 de París (fase de grupos) y el Estadio Pierre-Mauroy de Villeneuve-d'Ascq (fase final) del 25 de julio al 11 de agosto de 2024.
Fueron disputados en este deporte dos torneos diferentes, el masculino y el femenino.

## Torneo masculino

### Clasificación
| Competición                        | Fecha                                  | Sede                   | Plazas | Equipos clasificados |
| ---------------------------------- | -------------------------------------- | ---------------------- | ------ | -------------------- |
| País anfitrión                     | –                                      | –                      | 1      | Francia              |
| Campeonato Mundial                 | 11 – 29 de enero de 2023               | Polonia · Suecia       | 1      | Dinamarca            |
| Juegos Panamericanos               | 27 de octubre – 1 de noviembre de 2023 | Santiago · ( Chile)    | 1      | Argentina            |
| Torneo asiático                    | 18 – 28 de octubre de 2023             | Doha ( Catar)          | 1      | Japón                |
| Campeonato Africano                | 17 – 27 de enero de 2024               | El Cairo · ( Egipto)   | 1      | Egipto               |
| Campeonato Europeo                 | 10 – 28 de enero de 2024               | Alemania               | 1      | Suecia               |
| Torneo de clasificación olímpica 1 | 14 – 17 de marzo de 2024               | Granollers · ( España) | 2      | Eslovenia España     |
| Torneo de clasificación olímpica 2 | 14 – 17 de marzo de 2024               | Hannover · ( Alemania) | 2      | Alemania Croacia     |
| Torneo de clasificación olímpica 3 | 14 – 17 de marzo de 2024               | Tatabánya · ( Hungría) | 2      | Hungría Noruega      |
| TOTAL                              |                                        |                        | 12     | 12                   |

1. ↑  Selecciones participantes:  España,  Eslovenia,  Baréin y  Brasil.
2. ↑  Selecciones participantes:  Alemania,  Croacia,  Argelia y  Austria.
3. ↑  Selecciones participantes:  Noruega,  Hungría,  Portugal y  Túnez.

## Torneo femenino

### Clasificación
| Competición                        | Fecha                                     | Sede                                         | Plazas | Equipos clasificados |
| ---------------------------------- | ----------------------------------------- | -------------------------------------------- | ------ | -------------------- |
| País anfitrión                     | –                                         | –                                            | 1      | Francia              |
| Campeonato Europeo                 | 4 – 20 de noviembre de 2022               | Eslovenia · Montenegro · Macedonia del Norte | 1      | Dinamarca            |
| Torneo asiático                    | 17 – 23 de agosto de 2023                 | Hiroshima ( Japón)                           | 1      | Corea del Sur        |
| Torneo africano                    | 11 – 14 de octubre de 2023                | Luanda ( Angola)                             | 1      | Angola               |
| Juegos Panamericanos               | 21 – 26 de octubre de 2023                | Santiago · ( Chile)                          | 1      | Brasil               |
| Campeonato Mundial                 | 29 de noviembre – 17 de diciembre de 2023 | Dinamarca · Noruega · Suecia                 | 1      | Noruega              |
| Torneo de clasificación olímpica 1 | 11 – 14 de abril de 2024                  | Debrecen · ( Hungría)                        | 2      | Hungría Suecia       |
| Torneo de clasificación olímpica 2 | 11 – 14 de abril de 2024                  | Torrevieja · ( España)                       | 2      | España Países Bajos  |
| Torneo de clasificación olímpica 3 | 11 – 14 de abril de 2024                  | Neu-Ulm · ( Alemania)                        | 2      | Alemania Eslovenia   |
| TOTAL                              |                                           |                                              | 12     | 12                   |

1. ↑  Selecciones participantes:  Suecia,  Hungría,  Reino Unido y  Japón.
2. ↑  Selecciones participantes:  Países Bajos,  República Checa,  Argentina y  España.
3. ↑  Selecciones participantes:  Alemania,  Montenegro,  Eslovenia y  Paraguay.

## Medallistas
| Evento    | Oro       | Plata    | Bronce    |
| --------- | --------- | -------- | --------- |
| Masculino | Dinamarca | Alemania | España    |
| Femenino  | Noruega   | Francia  | Dinamarca |